# Wieża słonia
Wieża słonia (The Tower of the Elephant) – opowiadanie Roberta E. Howarda z gatunku magii i miecza opublikowane w marcu 1933 roku w czasopiśmie „Weird Tales”. 
Jest trzecią częścią cyklu opowiadań fantasy tego autora, których bohaterem jest potężny wojownik ery hyboryjskiej - Conan z Cymerii. Treścią opowiadania jest wyprawa do wieży czarownika Yary, zwanej „Wieżą słonia”.

## Fabuła
Młody Conan przybywa do znajdującego się w królestwie Zamory miasta, zwanego „miastem złodziei” i dowiaduje się o znajdującej się w nim wieży, należącej do potężnego czarownika. Wieża uchodzi za niemożliwą do okradzenia. Po awanturze w karczmie, Conan postanawia spróbować szczęścia w wieży. Już na początku spotyka Taurusa, Nemedyjczyka zwanego „Królem Złodziei”. Zawiązują przymierze, dzięki któremu dostają się do środka, jednak Taurus zdradza Conana, a niedługo potem ginie, zabity przez wielkiego pająka, którego później pokonuje Conan. 
W jednym z pomieszczeń Conan spotyka obcą istotę przypominającą człowieka z głową słonia, noszącą imię Yag-Kosha. Jest on więźniem Yary, który czerpał moc i wiedzę z torturowanego Yag-Koshy. Na prośbę istoty Conan zabija ją, zaś dzięki podarowanemu przedmiotowi pokonuje Yarę.

## Publikacje
Pierwszy raz Wieża słonia opublikowana została drukiem w magazynie Weird Tales, w marcu 1933. W wersji książkowej po raz pierwszy opowiadanie pojawiło się w zbiorku The Coming of Conan w 1953.

## Adaptacje
Pierwszy komiks na podstawie Wieży słonia ukazał się w 1971, w cyklu Conan the Barbarian. Autorem scenariusza był Roy Thomas, zaś narysował go Barry Windsor-Smith. Drugi komiks oparty na tym opowiadaniu pojawił się w ramach cyklu Savage Sword of Conan w 1977, a jego autorami byli Roy Thomas (scenariusz) i John Buscema (rysunek). 
Trzeci odcinek serialu animowanego Conan Awanturnik został oparty na fabule tego opowiadania. 
Ukazała się także przygoda do gry RPG Conan: The Role Playing Game oparta na motywach tego opowiadania. 
Wydarzenia w nim przedstawione wspominane są także w filmie z 2011 r. Conan Barbarzyńca 3D.